# Коган, Семён Яковлевич
Семён Я́ковлевич Ко́ган (1915—1979) — советский украинский оперный певец, тенор, преподаватель вокала. Заслуженный артист Украинской ССР (1952).

## Биография
Родился в семье служащего. В 15 лет начал трудовую деятельность, обучаясь в ФЗУ г. Константиновка в Донбассе.
В 1936 г. был принят по конкурсу в Капеллу бандуристов, где начал знакомиться с музыкальной грамотой. Обладатель уникального, поставленного от природы голоса. Уже в 1937 г. спел партию Пинкертона в Народном театре, а в 1938 г. был принят в Киевскую государственную консерваторию и одновременно солистом в Оперную студию при консерватории, на открытии которой исполнил партию Фра-Дьяволо в одноимённой опере Обера. Учился у А. М. Брагина и М. В. Микиши.
С 1939 по 1945 г. в РККА. Солист ансамбля Киевского военного округа (в дальнейшем Воронежского, Сталинградского, Украинского фронтов). Был ранен, награждён орденом Красной Звезды и медалями.
С 1945 по 1961 г. — солист Киевского оперного театра, где исполнил много ведущих партий классического репертуара, среди которых можно выделить заглавную партии в «Фаусте» Гуно, Герцога в «Риголетто» и Альфреда в «Травиата» Верди, Каварадосси («Тоска») и Пинкертона («Чио-Чио-сан») Пуччини, Хозе в «Кармен» Бизе, Самозванца («Борис Годунов» Мусоргского), Йонтека («Галька» Монюшко) и т. д. Также много выступал в современном репертуаре — операх Ю. Мейтуса, Г. Майбороды. Первый исполнитель партии Лизогуба в опере «Богдан Хмельницкий» К. Данькевича. Регулярно участвовал в оперных постановках на Украинском радио, записал много песен и романсов. Сохранились только запись на юбилейную пластинку Зои Гайдай (фирма «Мелодия», 1974), выпущенная также фирмой «Мелодия» запись оперы «Богдан Хмельницкий» и несколько романсов.
После ухода из театра работал старшим музыкальным редактором Украинского Дома грампластинок, преподавал вокал.
Умер в Киеве.